# Півонія
Піво́нія або піон (Paeonia) — єдиний рід рослин родини півонієвих (Paeoniaceae).

## Опис
Півонії — це багаторічні трави (більшість видів), а також кущі або півкущі (бл. 10 видів).

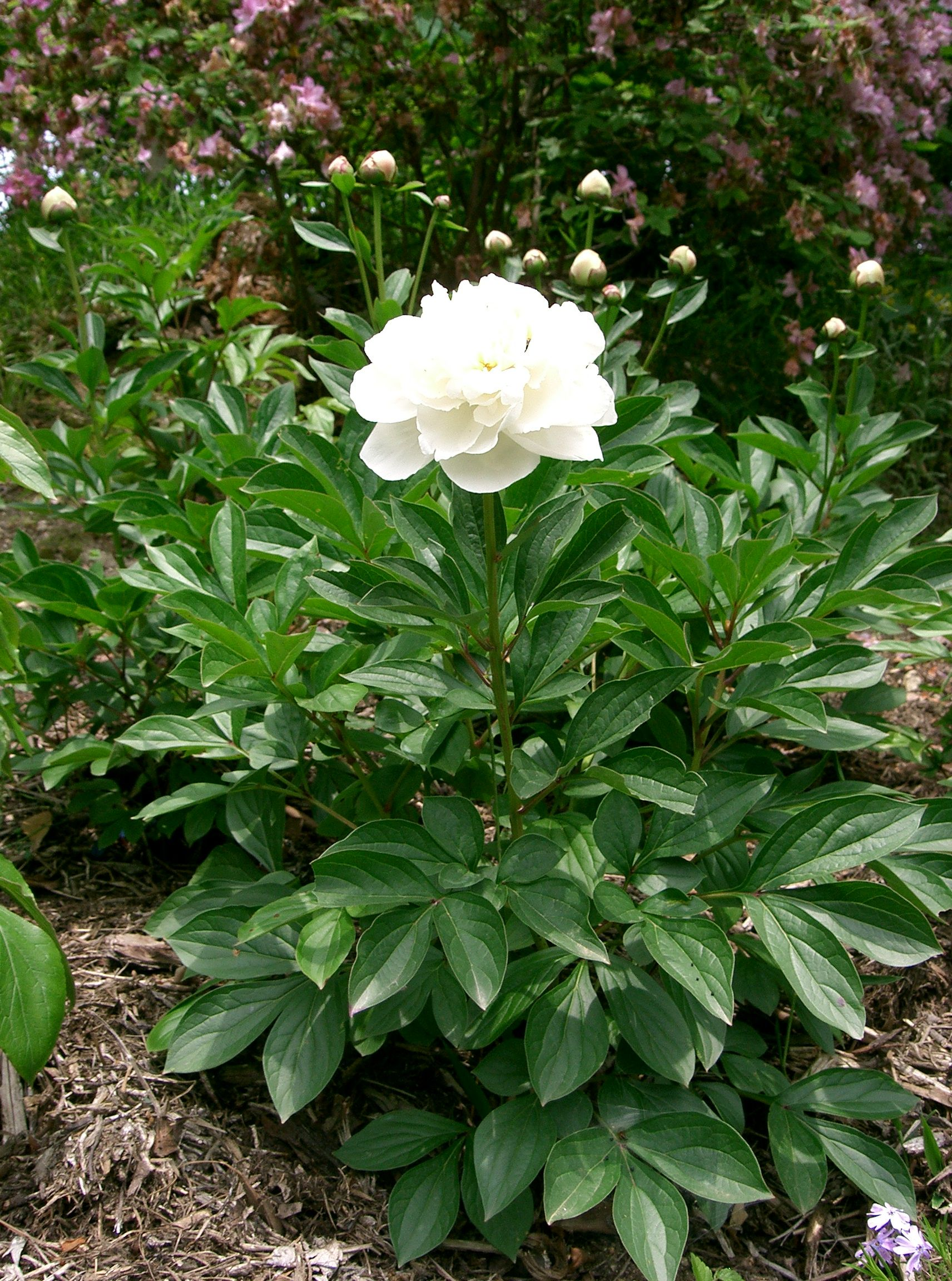
Півонія молочноквітова (Paeonia lactiflora)

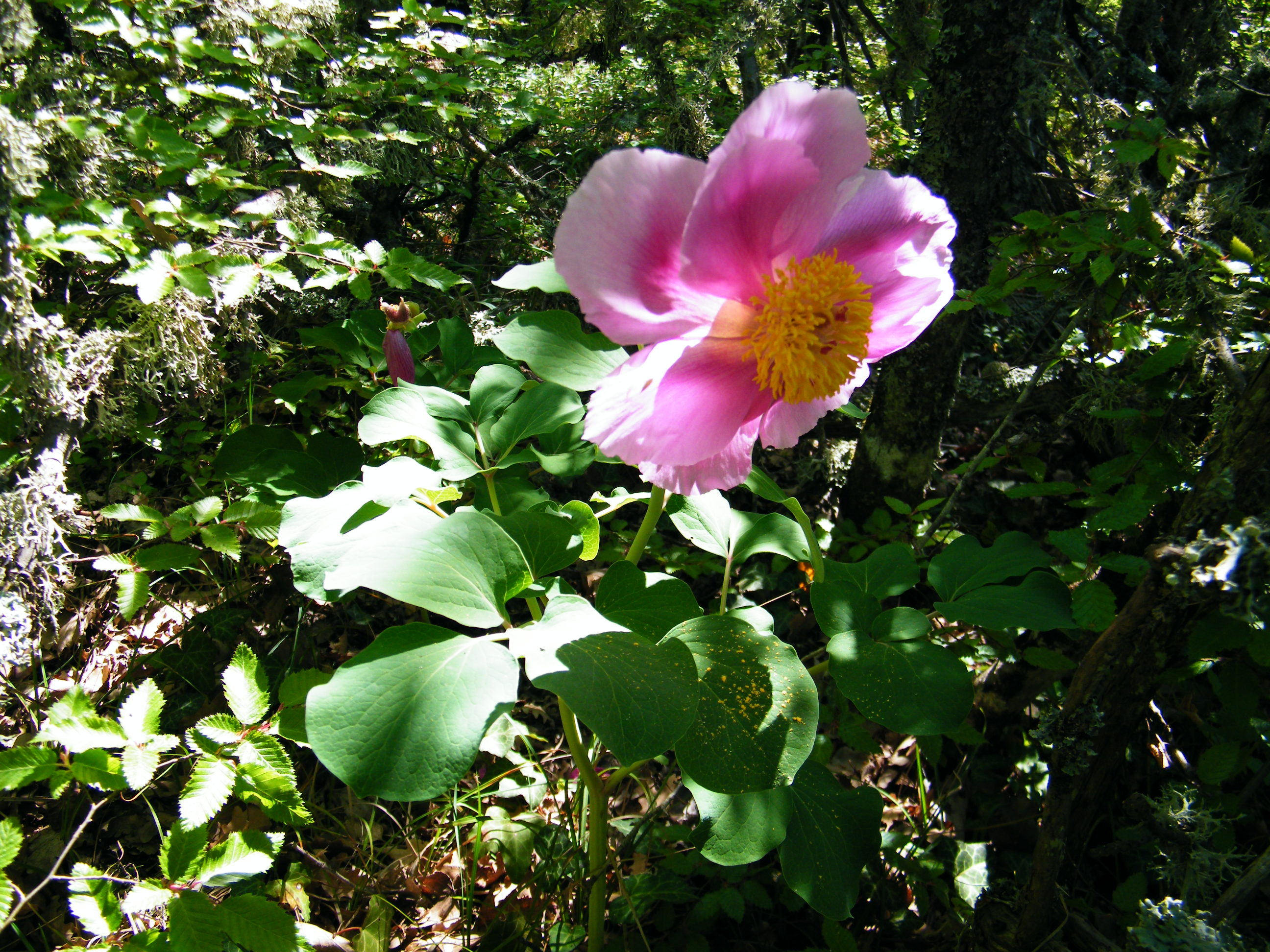
Півонія кримська в лісі в районі бухти Ласпі

Більшість трав'янистих півоній зазвичай 0,5–1,5 м заввишки, деякі кущові й деревні сягають 1,5–3 м заввишки.
Мають шишковидно потовщене коріння.
Листки — чергові, великі, двічі-, тричі- перисторозсічені. Під квітками листки зазвичай дрібніші й більш скупчені, поступово переходять у чашолистики.
Квітки півоній — великі, двостатеві, одиночні; білого, жовтого, жовтогарячого, рожевого і червоного кольорів з відтінками. Складаються з 5—8 і більше пелюсток, велика кількість тичинок. Від 2 до 5 язиковидних маточок.
Плід — багатолистянка, що містить декілька великих лискучих насінин.

## Поширення
Виділяють ≈ 35 видів півоній, поширених переважно в помірних областях Європи, Східної Азії та Північно-Західної Америки.
В Україні росте 2 місцеві трав'янисті види: півонія вузьколиста (Paeonia tenuifolia, інакше — півонія тонколиста; народна назва — вороне́ць), що трапляється в Лісостепу, степу та Криму, і півонія кримська  (Paeonia daurica) — кримський вид.
Обидва види є рідкісними й занесені до Червоної книги України.

## Види

### Трав'янисті
(бл. 30)
- - Півонія абхазька (Р. abchasica)
  - Paeonia anomala
  - Paeonia bakeri
  - Paeonia broteri
  - Півонія Брауна (P. brownii)
  - Півонія каліфорнійська (Р. californica)
  - Paeonia cambessedesii
  - Півонія кавказька (P. caucasica)
  - Півонія китайська (P. chinensis) — відрізняється від решти будовою та розміром квіток, забарвленням, строками цвітіння.
  - Paeonia clusii
  - Paeonia coriacea
  - Півонія кримська (P. daurica) — рідкісний ендемічний вид.
  - Paeonia emodi
  - Paeonia hirsuta
  - Paeonia intermedia
  - Півонія японська (P. japonica)
  - Paeonia kesrouanensis
  - Півонія молочноквітова (P. lactiflora) — один з найпопулярніших декоративних і садових видів.
  - Paeonia macrophylla
  - Paeonia mairei
  - Paeonia mascula
  - Paeonia mlokosewitschii
  - Paeonia obovata
  - Півонія лікарська (P. officinalis) — з запашними, різнокольоровими квітками.
  - Paeonia parnassica
  - Paeonia peregrina
  - Півонія родоська (P. rhodia)
  - Paeonia sterniana
  - Paeonia steveniana
  - Півонія вузьколиста (P. tenuifolia) — найпоширеніший трав'янистий вид (1 з 2) в Україні; з криваво-червоними квітками.
  - Paeonia tomentosa
  - Paeonia veitchii
  - Paeonia wittmanniana

### Дерев'янисті
1. Paeonia decomposita
2. Paeonia delavayi
3. Paeonia jishanensis
4. Paeonia ludlowii
5. Paeonia ostii
6. Paeonia potaninii
7. Paeonia qiui
8. Paeonia rockii
9. Півонія кущова (Paeonia suffruticosa)

## Застосування і розведення
Півонії широко використовують як декоративні квіти — в озелененні, для зрізування та зимової вигонки. Здавна відомі також лікарські властивості півоній.
Люди здавна культивують півонії. Натепер є сотні сортів цих квітів. Сорти півоній розрізняються розмірами й формами, забарвленням, будовою квіток, тривалістю цвітіння тощо.
За будовою квіток сорти півоній ділять на немахрові з одним рядом широких пелюсток  («Golden Glow»), напівмахрові («Легіон Ханкор»), японські («Moon of Nippon») та анемоновидні («Лонгфелло»), махрові напівкулясті («Діамантовий розсип»), розовидні («Роберт Оутен») і корончаті («Канзас»).
Півонії надають перевагу добре освітленим і прогрітим сонцем ділянкам, також стійкі до легкого затінку. Для висадки півонії посадкову яму треба підготувати заздалегідь — на дно викладають дренаж з битої цегли або великого гравію, засипають 20—25 кг органічних добрив, які ретельно перемішують із землею, далі поливають яму й за потреби додають ґрунт.
Оптимальний термін висадки півоній — серпень-вересень.
Розмноження півоній зазвичай здійснюють за допомогою кущів, але також відростками коріння і стеблин.

## Цікаві факти

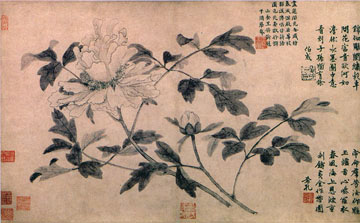
Півонії, картина китайського художника Ван Цяна (Wang Qian), династія Юань, 1271–1368

- Назва півонії пов'язана з Давньою Грецією, а про виникнення самої квітки розповідає поетичний міф з метаморфозою. Згідно з міфом, у прадавні часи жив на землі талановитий лікар Пеан (Пеон), учень Асклепія, який вправно гоїв рани як богів (Ареса та Аїда[5]), так і простих смертних. Майстерність учня породила заздрощі вчителя, і він задумав його позбутися. Але Зевс не допустив цього, перетворивши вправного лікаря на квітку, яку ми зараз знаємо як півонія. У більшості європейських мов назва квітки походить від імені давньогрецького міфічного персонажа.
- Лікарські властивості півонії, про які йдеться ще в давньогрецькому міфі про її походження, відомі в Європі здавна: давньоримський філософ І ст. до н.е. Пліній Старший нараховував з два десятки захворювань, які лікують за допомогою кореневища півонії лікарської (Paeonia officinalis).
- У Китаї півонія є національною квіткою, що їй приписують магічні властивості захисту від темних сил. Завдяки також і цьому, зображення півонії є одним з найпопулярніших у китайському традиційному образотворчому мистецтві.
- На честь цих квітів названо астероїд 1061 Пеонія.
- Назву квітки вживають у порівняннях, вказуючи на червоний колір: «Стала червона, як піон» (С. Васильченко «Талант»), «... мовив гостро Юрко, все ще червоний як піон» (В. Шевчук, «Горбунка Зоя»), «І прибіг такий щасливий, весь червоний, як піон» (Г. Удовиченко, «Мільйонер»).

## Виноски
1. ↑  Paeonia // Словник українських наукових і народних назв судинних рослин 2004р. (Ю. Кобів)
2. ↑  Піво́нія піон // Н. Хобзей, О. Сімович, Т. Ястремська, Г. Дидик-Меуш. Лексикон львівський: поважно і на жарт. — Львів: Інститут українознавства ім. І. Крип’якевича НАН України, 2009 (Серія “Діалектологічна скриня”). — С. 438.
3. ↑  Загальна агрономія: з основамі ботаніки грунтознавства і удобрення (укр) . Харків, Київ: Держсільгоспвидав. 1934. с. 164. Деякі з жовтцевих культивуються як декоративні рослини, наприклад, піон (Раеonia) ...
4. ↑  Червона книга України. Півонієві. Архів оригіналу за 7 травня 2008. Процитовано 22 липня 2008.
5. ↑  Мифологический словарь, М., 1991, стор. 436 (рос.)